# Globocalynda annulata
Globocalynda annulata är en insektsart som först beskrevs av Carl 1913.  Globocalynda annulata ingår i släktet Globocalynda och familjen Diapheromeridae. Inga underarter finns listade i Catalogue of Life.